# 阮繼志
阮繼志（英語：Yuen Kai Chi，1961年—），香港電影編劇及導演，1987年曾以電影《倩女幽魂》獲得《第24屆金馬獎》最佳改編劇本獎，之後擔任過浸會大學、珠海書院及都會大學等多個學府的講師。

## 背景
阮繼志在1973年畢業慈幼學校上午校，早年畢業於南澳洲大學，獲得文學碩士學位，1982年從加拿大回流香港後出任邵氏兄弟電影編劇，曾跟隨章國明及徐克學師，至今已編寫超過六十部港產電影劇本。1987年，他為電影《倩女幽魂》編寫劇本，獲《第24屆金馬獎》最佳改編劇本獎。1989年，他遇上車禍令腦部嚴重受創，右邊身體活動不便；在留醫其間結識在醫院任職護士的太太鄭艷春（Cindy），並與她結婚。其女兒阮海容於1997年出生，就讀協恩中學，另育有一子（2000年出生）。2002年，他將經歷編寫成電影《二人三足》劇本，由張家輝、朱茵主演，更因而獲選為2005年再生會十大再生勇士之一。2004年，他取得傳理系博士學位，曾兼任無綫電視、亞洲電視編審多年。
阮繼志曾於浸會大學、理工大學、珠海書院和都會大學、中大專業進修學院、演藝學院等任教電影專業及創意課程，並擔任香港電台及新城電台的客席主持。之後，他獲香港特區政府委任多項公職，包括職業訓練局影視再培訓執委兼管理層、勞工及福利局執委、藝術發展局撥款執委、東華三院「Radio – I care」執委等；2013年入選《感動香港》、《香港精神》最後十強。另外，他曾作客無綫電視勵志及真人騷節目《霎時感動》、《360秒人生課堂》，分享人生經驗。

## 參與作品

### 電影
| 首映   | 電影名                         | 性質             |
| 1983年 | 星際鈍胎                       | 編劇、副導演     |
| 1985年 | 皇家大賊                       | 編劇、副導演     |
| 1986年 | 鬼馬朱唇                       | 編劇、副導演     |
| 1986年 | 午夜麗人                       | 副導演           |
| 1986年 | 原振俠與衛斯理                 | 編劇             |
| 1986年 | 夜之女                         | 編劇             |
| 1987年 | 倩女幽魂                       | 編劇             |
| 1988年 | 鐵甲無敵瑪利亞                 | 編劇、策劃       |
| 1988年 | 點指賊賊                       | 故事             |
| 1988年 | 神探父子兵                     | 編劇             |
| 1988年 | 龍之家族                       | 編劇             |
| 1989年 | 群龍戲鳳                       | 編劇             |
| 1989年 | 火燭鬼                         | 編劇             |
| 1989年 | 神行太保                       | 編劇             |
| 1989年 | 捉鬼大師                       | 編劇             |
| 1990年 | 亂世兒女                       | 故事             |
| 1990年 | 倩女幽魂II人間道               | 故事             |
| 1990年 | 皇家女將                       | 故事、編劇       |
| 1991年 | 我老婆唔係人                   | 編劇             |
| 1991年 | 財叔之橫掃千軍                 | 編劇             |
| 1991年 | 黃飛鴻                         | 編劇             |
| 1992年 | 逃學威龍2                      | 編劇             |
| 1992年 | 踢到寶                         | 編劇             |
| 1994年 | 醉拳II                         | 編劇             |
| 1995年 | 炸彈情人                       | 故事             |
| 1995年 | 金玉滿堂                       | 編劇             |
| 1995年 | 狂情殺手                       | 編劇             |
| 1995年 | 元洲街王后                     | 編劇             |
| 1998年 | 大丈夫                         | 編劇             |
| 1999年 | 老薑                           | 編劇             |
| 2002年 | 二人三足                       | 編劇             |
| 2004年 | 超索型警                       | 編劇、監製、導演 |
| 2008年 | 赤松威龍                       | 編劇             |
| 2012年 | 我與拉拉                       | 編劇             |
| 2014年 | 沿途有你（腦學科研學會微電影） | 編劇             |
| 2015年 | 珍惜（東華三院微電影）         | 編劇             |
| 2015年 | 假如……還可選擇（安盛微電影）   | 編劇             |
| 2015年 | 拳霸風雲                       | 編劇             |
| 2020年 | 倩女幽魂：人間情               | 編劇             |
| 2020年 | 金袍拳王                       | 編劇、導演       |

### 舞台劇
- 2017年：《紅梅再世》[7]

## 外部連結
- 阮繼志的Facebook專頁
- 阮繼志在香港影庫上的簡介